# Nasajma

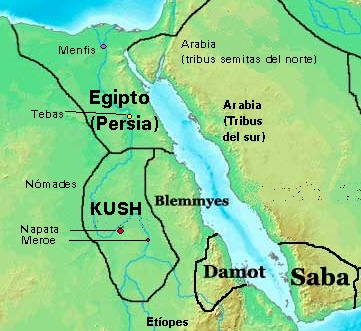
Mapa de Kush, 400 a. C.

Nasajma fue rey de Kush (Nubia) entre los años 468 a. C. - 463 a. C. del llamado período Napata.
Se lo encuentra también como Nasajma, Nasakhma o Nasakhmat.

## Biografía

Mapa de Napata.

Fue hijo del rey Siaspiqa y de Piankhqewqe. Su padre reinó entre 487 a. C. y 468 a. C. y a su muerte asumió el poder. Tomó como reina a Sakataye, con quien tuvo dos hijos Malewiebamani y Talajamani.

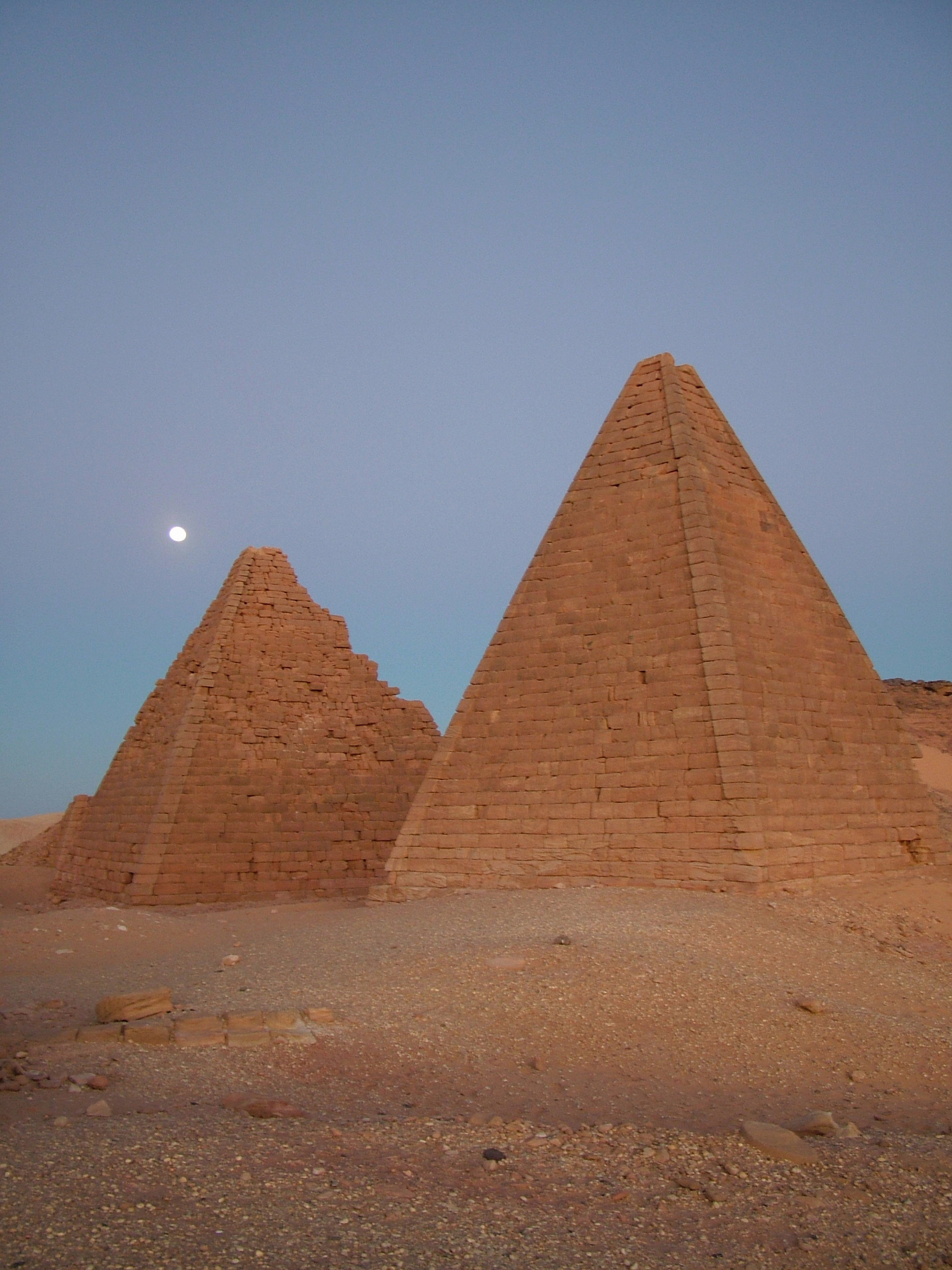
Pirámides de Barkal.

No se sabe más de su reinado. Kush continuó en un relativo aislamiento. En el norte, el Imperio persa continuó controlando Egipto pero se encontró en medio de una crisis repentina. En el 465 a. C. Jerjes es asesinado, y Artajerjes I, que era el segundo hijo de Jerjes y la reina Amestris, mata al legítimo sucesor, su hermano mayor Darío, y asume el poder. 
Aprovechando el desorden, Egipto bajo la conducción de Inaro, un libio, se subleva, contando con un fuerte apoyo de Atenas, quien conduciendo la Liga de Delos continuaba en conflicto con Persia.
Durante el resto del reinado de Nasajma, Egipto se encontrará en guerra. Con éxito al comienzo, serán finalmente derrotados por Megabizo II. 
Nasajma murió en el 463 a. C. y lo sucedió su hijo Malewiebamani. Fue enterrado en la necrópolis de Nuri. Su pirámide es relativamente pequeña y fue clasificada como N.º 19. Su viuda fue enterrada en la N° 31.

### Imágenes
- Amuleto con el cartucho del rey, Museo of Fine Arts, Boston (enlace roto disponible en Internet Archive; véase el historial, la primera versión y la última).
- Jarro de cerámica, Museo of Fine Arts, Boston (enlace roto disponible en Internet Archive; véase el historial, la primera versión y la última).

| Predecesor: (Período Napata) - Siaspiqa | Rey de Kush Período Napata | Sucesor: Malewiebamani - (Período Napata) |

- Datos: Q326223